# 密蔵寺 (館林市)
密蔵寺（みつぞうじ）は、群馬県館林市小桑原町にある真言宗豊山派の寺院。

## 歴史
1661年（寛文元年）、慶呼法師によって開山された。遍照寺住職の隠居寺であり、1940年（昭和15年）までは遍照寺の末寺であった。
館林藩の歴代藩主は、躑躅ヶ岡（現・つつじが岡公園）の整備を行っており、藩主の秋元志朝は当寺境内にあったツツジを移植している。

## 交通アクセス
- 茂林寺前駅より徒歩16分。